# Рятувальні та гуманітарні місії України

## Українські рятувальні та гуманітарні місії
В списку наведені всі рятувальні та гуманітарні операції України, за часів незалежності. У стовпчику дата зазначено оприлюднену інформацію початку місії.
| # | дата            | місце                     | місія                                            | чисельність                                                                      |
| - | --------------- | ------------------------- | ------------------------------------------------ | -------------------------------------------------------------------------------- |
| 1 | 28 червня 1994  | Іспанія                   | допомога у гасінні лісових пожеж                 | 3 літаки Ан-32П та особовий склад                                                |
| 2 | серпень 2006    | Адигеньський район Грузії | допомога у гасінні лісових пожеж                 | 1 гелікоптер та особовий склад                                                   |
| 3 | 19 липня 2017   | Чорногорія                | допомога у гасінні лісових пожеж                 | 1 літак Ан-32П та особовий склад                                                 |
| 4 | 30 липня 2021   | Туреччина                 | допомога у гасінні лісових пожеж                 | 14 чоловік особового складу, 2 літаки Ан-32П                                     |
| 5 | 4 серпня 2021   | Туреччина                 | допомога у гасінні лісових пожеж                 | 40 чоловік особового складу, 4 гелікоптери Мі-8 МТВ-1                            |
| 6 | 6 серпня 2021   | Греція                    | допомога у гасінні лісових пожеж                 | 100 чоловік особового складу                                                     |
| 7 | 7 лютого 2023   | південно-східна Туреччина | допомога у ліквідації наслідків землетрусу       | 87 чоловік особового складу, 18 одиниць техніки та 10 пошуково-рятувальних собак |
| 8 | 12 серпня 2023  | Словенія                  | розчищення завалів і ліквідація наслідків повені | 51 чоловік особового складу, 5 екскаваторів та 14 інших одиниць техніки          |
| 9 | 19 вересня 2024 | Португалія                | допомога у гасінні лісових пожеж                 | 1 літак Ан-32П та особовий склад                                                 |